# Kira Weidle
Kira Weidle (Stoccarda, 24 febbraio 1996) è una sciatrice alpina tedesca.
Dalla stagione 2024-2025 ha aggiunto al proprio il cognome del coniuge e si è iscritta alle gare come Kira Weidle-Winkelmann.

## Biografia
Kira Weidle, attiva in gare FIS dal novembre del 2011, ha esordito in Coppa Europa il 24 gennaio 2014 a Spital am Pyhrn in combinata e in Coppa del Mondo il 9 gennaio 2016 ad Altenmarkt-Zauchensee in discesa libera, in entrambi i casi senza completare la gara. Ancora ad Altenmarkt-Zauchensee e ancora in discesa libera ha conquistato il suo primo podio in Coppa Europa, il 14 gennaio 2016 (2ª), e la sua prima vittoria, il giorno successivo.
Nel 2017 ha esordito ai Campionati mondiali nell'edizione di Sankt Moritz, classificandosi 29ª nella discesa libera, 31ª nel supergigante e non completando la combinata; l'anno successivo ai XXIII Giochi olimpici invernali di Pyeongchang 2018, suo debutto olimpico, è stata 11ª nella discesa libera e non ha terminato il supergigante. Il 30 novembre dello stesso anno ha colto sulla Men's Olympic Downhill di Lake Louise in discesa libera il suo primo podio in Coppa del Mondo (3ª); ai Mondiali di Åre 2019 è stata 13ª nella discesa libera e 18ª nel supergigante, mentre a quelli di Cortina d'Ampezzo 2021 ha vinto la medaglia d'argento nella discesa libera e si è piazzata 19ª nel supergigante. Ai XXIV Giochi olimpici invernali di Pechino 2022 è stata 4ª nella discesa libera e 15ª nel supergigante; ai Mondiali di Courchevel/Méribel 2023 si è classificata 8ª nella discesa libera, 23ª nel supergigante e non ha completato lo slalom gigante e a quelli di Saalbach-Hinterglemm 2025 è stata 12ª nella discesa libera e 23ª nel supergigante.

## Palmarès

### Mondiali
- 1 medaglia:
  - 1 argento (discesa libera a Cortina d'Ampezzo 2021)

### Mondiali juniores
- 1 medaglia:
  - 1 bronzo (discesa libera a Åre 2017)

### Coppa del Mondo
Miglior piazzamento in classifica generale: 20ª nel 2021
- 6 podi (in discesa libera):
  - 1 secondo posto
  - 5 terzi posti

### Coppa Europa
- Miglior piazzamento in classifica generale: 13ª nel 2016
- Vincitrice della classifica di discesa libera nel 2016
- 2 podi:
  - 1 vittoria
  - 1 secondo posto

#### Coppa Europa - vittorie
| Data            | Località              | Paese   | Specialità |
| --------------- | --------------------- | ------- | ---------- |
| 15 gennaio 2016 | Altenmarkt-Zauchensee | Austria | DH         |

Legenda:

DH = discesa libera

### Campionati tedeschi
- 13 medaglie:
  - 6 ori (discesa libera nel 2016; discesa libera nel 2019; discesa libera, supergigante nel 2021; discesa libera nel 2023; discesa libera nel 2025)
  - 5 argenti (discesa libera nel 2015; combinata nel 2016; discesa libera nel 2017; supergigante nel 2019; supergigante nel 2025)
  - 2 bronzi (combinata nel 2015; combinata nel 2019)